# Розумне шосе
Розумне шосе і розумна дорога — терміни, що позначають включення інноваційних технологій в будівництво доріг для генерації сонячної енергії, для поліпшення роботи автономних транспортних засобів, для освітлення і для контролю стану дороги. 

## Інтелектуальні транспортні системи
Інтелектуальні транспортні системи як правило, стосуються використання інформаційних і комунікаційних технологій (а не інновації в будівництві дорожнього покриття) в галузі дорожнього транспорту, включаючи інфраструктуру, транспортні засоби та користувачів, в керуванні рухом і мобільність керування, а також взаємодії з різними видами транспорту. 

## Фотоелектричні покриття
Фотоелектричні покриття — це  покриття, які генерують електроенергію шляхом збору сонячної енергії за допомогою фотовольтаїки. Автостоянки, пішохідні доріжки, проїзди, вулиці та дороги — всі можливі місця, де цей матеріал може бути використаний.
У 2013 році студенти з Інституту Сонячної Енергетики при Університеті Джорджа Вашингтона встановили сонячні панелі на пішохідній доріжці розробленій в Onyx Solar, яку вони називають сонячною бруківкою.
SolaRoad — це система, розроблена Нідерландською організацією прикладних наукових досліджень, Royal Imtech N.V. и Ooms Civiel. Довжина цієї доріжки складає 72 метри. Електроенергія, яку вона виробляє, може бути використана для вуличного освітлення, заряджання електромобілів та інших потреб. Поверхня доріжки складається з збірних панелей розміром 2,5 на 3,5 метри і товщиною один сантиметр, виготовлених із загартованого скла, під якими розташовуються власне сонячні батареї. Доріжка витримує 12-тонну вантажівку.
Компанія The Solar Roadways з Айдахо, США розробляє прототип системи, яка замінить існуючі дороги, автостоянки і проїзди фотовольтаїчними сонячними дорожніми панелями, які генерують електрику.
Південна Корея створила автомагістраль, через яку йде медіана (осьова), у вигляді велосипедної доріжки з дахом, виконаної з сонячних батарей.

## Бездротова зарядка автомобіля
The Online Electric Vehicle розроблений KAIST (the Korea Advanced Institute of Science and Technology). Це транспортний засіб, що працює за допомогою електромагнітної індукції. Електричні силові лінії були встановлені на глибині 30 см під дорогою. Завдяки безконтактній магнітній індукції, транспортний засіб може рухатися або заряджати свій акумулятор.

## Дорожня розмітка
«Smart Highway» розробляється студією Roosegaarde і групою управління інфраструктурою Heijmans Нідерландів, включає в себе фото-люмінесцентну фарбу для дорожньої розмітки. Вона поглинає світло протягом дня, аж до 10 годин. Шосе у Брабанті було вирішено використовувати для експериментів в 2013 році. У квітні 2014 року пілотна ділянка дороги була офіційно відкрита, але вже через два тижні нанесення фарби було зупинено через вологість. Нова вологостійка фарба перебуває на етапі розробки.

## Захист від морозу і танення снігу
Дорожнє снігоплавильне устаткування працює з використанням електрики або гарячої води, нагріває дороги і тротуари і може бути встановлене в різних місцях. Solar Roadways запропонували вмонтувати в системи сніготанення їх фотовольтаїчні дорожні панелі, так як панелі вже самі по собі є електричними з'єднаннями для збору фотоелектричної енергії. 
Студія Roosegaarde запропонувала термочутливу версію своєї фотолюмінісцентної фарби, яка буде світитися, тільки якщо температура опускається нижче точки замерзання, тому може використовуватися на знаках попередження замерзання, які вбудовані в дорожнє покриття.